# De hortensia
De hortensia is een olieverfschilderij van de Belgische kunstschilder Fernand Khnopff uit 1884. Het betreft een vroeg werk van de kunstenaar en toont een bloemstilleven met op de achtergrond een lezende vrouw. Het werk bevindt zich sinds 2015 in het Metropolitan Museum of Art in New York.

## Context
Khnopff was de oudste zoon uit een welgestelde aristocratische familie. Na een studieperiode in Parijs eind jaren 1870 was hij In de vroege jaren 1880 nog duidelijk zoekende naar een eigen stijl als kunstenaar. Hij liet zich door tal van stromingen beïnvloeden en maakte schilderijen van uiteenlopende kwaliteit, met als algemeen kenmerk een buitengewoon verfijnde werkwijze. Samen met Luisteren naar Schumann uit 1883 geldt De hortensia uit 1884 als het hoogtepunt uit dit vroege oeuvre. Net als andere vroege werken van Khnopff bleef het doek lang in de schaduw van zijn latere symbolistische oeuvre, maar de aankoop in 2015 door het New Yorkse Metropolitan Museum of Art, waar het een prominente plaats kreeg, benadrukte de buitengewone waarde van het schilderij als kunstwerk op zichzelf.

## Afbeelding
De hortensia lijkt op het eerste oog een eenvoudig stilleven, zij het in een opvallend sterke close-up. Pas in tweede instantie valt het aan het einde van de negentiende eeuw populaire motief van de lezende vrouw op, die bewust naar de achtergrond is geschoven om de prominentie van de hortensia te versterken. Dit was duidelijk tegen de toenmalige conventie, die bepaalde dat de menselijke figuren altijd centraal moesten staan. De onevenwichtige juxtapositie van beide elementen zorgt voor een vervreemdend effect, nog verder versterkt door het samengedrukte perspectief met de afgevlakte wand en deur, waardoor het lijkt of de tafel zich van de kijker wegbeweegt. Het in rustige tonen gehouden koloriet wordt opgefleurd door een felrode bloem, die diepte suggereert en de overgang vormt tussen de tafel en de ruimte daarachter. De geometrisch strakke horizontale en verticale belijningen, het patroon van het tafelkleed en de vage uitwerking van het gezicht van de lezende vrouw, zorgen voor een voor die tijd opvallende abstractie.

### Invloeden

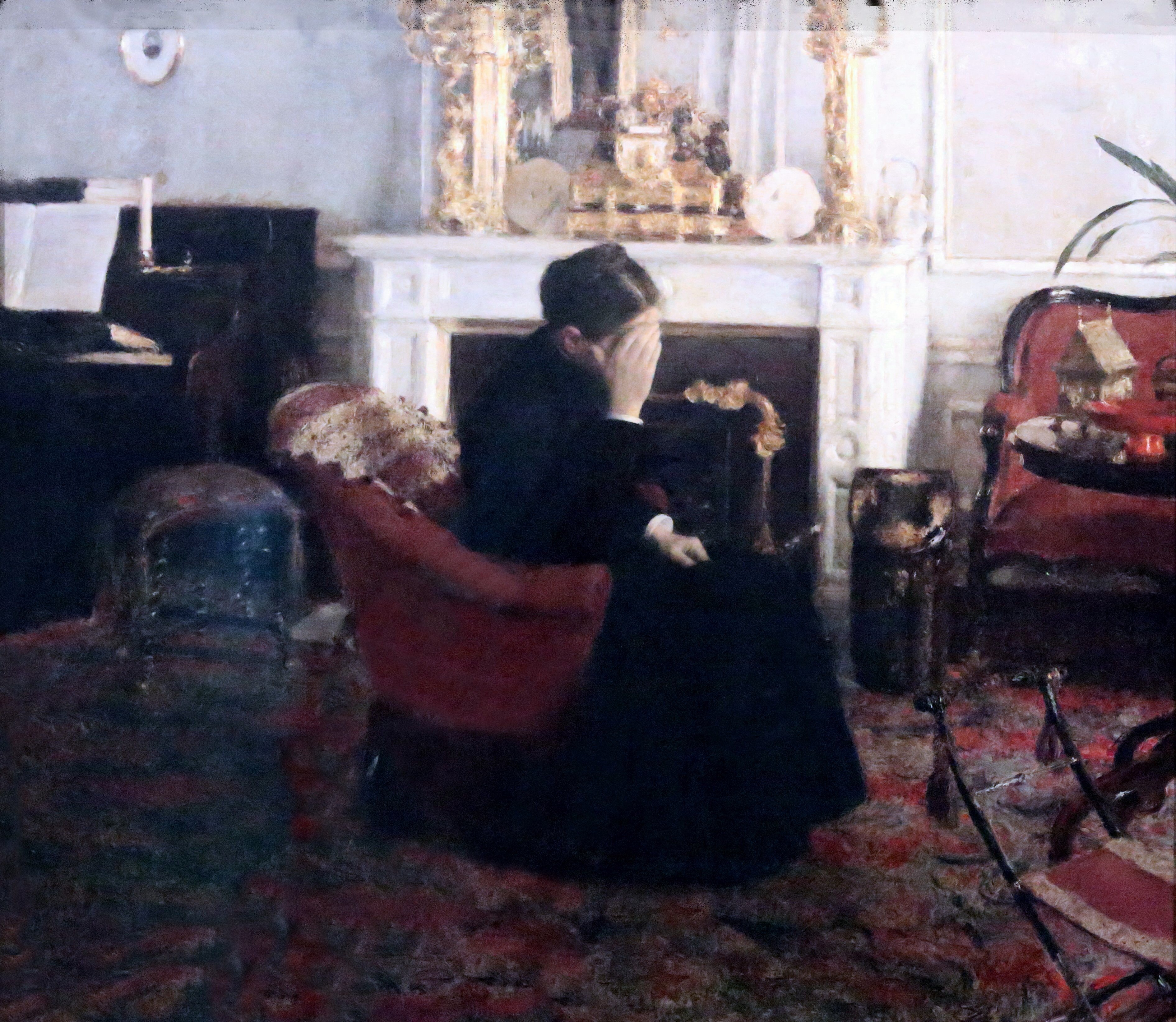
Luisteren naar Schumann, 1883, ander vroeg werk van Khnopff met het leven van alledag als thema, in een verfijnde stijl à la Whistler.

Khnopff schilderde het werk op het landgoed van zijn familie in Fosset, een gehucht in de Ardennen, thans deel uitmakend van de gemeente Sainte-Ode. De lezende vrouw is waarschijnlijk zijn zus Marguerite, die vaker voor hem poseerde. Het alledaagse en terloopse onderwerp doet denken aan de themakeuze van de impressionisten, terwijl het bijzondere perspectief en de afsnijdingen de invloed van de fotografiekunst verraadt. Ook kunnen er elementen van de Japanse prentkunst in worden gezien. Sommige kunstkenners zien ook de invloed van James McNeill Whistler, die in de jaren 1880 erg populair was bij de leden van kunstgroepering Les XX, waarvan Khnopff tot de oprichters behoorde. De intimiteit van het werk roept herinneringen op aan Johannes Vermeer. Het schilderij lijkt te anticiperen op werk van Edward Hopper en schilders van de nieuwe zakelijkheid.

### Duiding
Tegelijkertijd kan ook in De hortensia al nadrukkelijk een symbolisch werk worden gezien. Khnopff-biograaf Draguet interpreteert het werk in het licht van de aan het einde van de negentiende eeuw populaire denken over de "taal der bloemen". Hij stelt dat de hortensia betekent: "je bent koel maar mijn liefde is blijvend". De rode bloem zou een roos zijn en staan voor passie. In zijn latere symbolistische werken overigens, zou Khnopff de interpretatie van zijn werken altijd maximaal aan de kijker laten.